# Liza Marklund
Eva Elisabeth "Liza" Marklund, (Pålmark, Piteå, Norrbotten megye, 1962. szeptember 9. –) svéd író, újságíró és az UNICEF jószolgálati nagykövete.

## Életrajz
Nils Gustaf Gerhard és Eva Ingegerd Marklund lányaként született, a legidősebbként három testvér közül, és Pålmarkban (Piteå) nőtt fel. Az elemi iskola elvégzése után krupiéként dolgozott egy piteå-i szállodában, pincérnőként Londonban, kibuclakóként Izraelben és telefonos eladóként Hollywoodban. Aztán elvégezte a népfőiskolai újságíró-tanfolyamot Kalixban.
Három gyermeke van, kettő a férjétől, Michael Aspeborgtól: Axel és Amanda. Egy korábbi kapcsolatából született lánya, Annika Marklund színésznő és újságíró az Aftonbladetnál. A család felváltva Stockholmban és Dél-Spanyolországban, Marbellában él.

### Újságírói munka
Az újságíró-tanfolyam elvégzése után mint riporter dolgozott a Norrbotten Courier-nál, majd a Norrländska Socialdemokratennél. Amikor az Aftonbladetnél kapott állást, Stockholmba költözött. Később az Expressenhez szegődött. Részt vett a Metro újság beindításában, szerkesztője volt a Metro Weekendnek, és dolgozott a TV4-nél is.

## Munkássága
1995-ben mutatkozott be mint szerző, a Gömda (Rejtett) című könyvvel, amit közösen írt Maria Erikssonnal. 1998-ban megjelent az első krimije, a Sprängaren (Határidő), amely minden idők egyik legkelendőbb könyve lett Svédországban. Poloni-díjjal jutalmazták, továbbá megkapta érte a Svenska Deckarakademin (Svéd Krimiakadémia) elsőregény-díját. 
A könyvet jelölték a Bästa svenska kriminalroman (Legjobb Svéd Krimi) díjra és a Glasnyckeln (Az üvegkulcs) díjra is mint a legjobb skandináv krimit.
A Sprängaren után még nyolc regényt írt, melyekben a bulvárújságíró Annika Bengtzon a főhős. Két regénye, a Sprängaren és a Paradiset, filmre került Colin Nutley rendezésében, Helena Bergströmmel a főszerepben. Másik hat regényének filmváltozatában Malin Crépin játssza a főszerepet.
Annika Bengtzon Marklund lányáról, Annikáról és Bengt Bengtzonról (Marklund kedvenc főnöke az Expressennél) kapta a nevét.
Marklund 1999-ben „Az év írója” lett, 2007-ben pedig elnyerte a Svenska Litteraturprisetet (Svéd Irodalmi Díj). 2010 augusztusában második skandináv íróként a New York Times bestsellerlistájának élére került.

### Piratförlaget
1999-ben Sigge Sigfridssonnal, Jan Guillou-val és Ann-Marie Skarppal közösen megalapította a Piratförlaget (Kalózkiadó). Az egyik alapvető ötletük az volt, hogy a szerzők és a kiadók egyenlően osztozzanak a könyvek nyereségén. Ezt a kiadót tartják az egyik legjelentősebb újítónak a svéd könyvszakmában.

### Unicef-nagykövet
2004-ben Liza Marklundot kinevezték az ENSZ Gyermekalapja, az UNICEF nagykövetévé.

### Amerikai thriller
Marklundnak az amerikai James Pattersonnal közösen írt thrillerje, a Postcard Killers (Üdvözlet a gyilkostól) 2010-ben jelent meg.

## Művei

### Annika Bengtzon könyvek
- 1998 – Sprängaren (megfilmesítve)
- 1999 – Studio sex (Stúdió 69) (megfilmesítve)
- 2000 – Paradiset (megfilmesítve)
- 2002 – Prime time (megfilmesítve)
- 2003 – Den röda vargen (megfilmesítve)
- 2006 – Nobels testamente (megfilmesítve)
- 2007 – Livstid (megfilmesítve)
- 2008 – En plats i solen (megfilmesítve)
- 2011 – Du gamla du fria
- 2013 – Lyckliga gatan
- 2015 – Järnblod

### Maria Eriksson könyvek
- 1995 – Gömda
- 2004 – Asyl

### Egyéb könyvek
- 1998 – Härifrån till jämställdheten, társszerző Lotta Snickare
- 2005 – Det finns en särskild plats i helvetet för kvinnor som inte hjälper varandra, társszerző Lotta Snickare
- 2010 – Postcard Killers (Üdvözlet a gyilkostól), társszerző James Patterson
- 2018 – Pärlfarmen (A gyöngyfarm)

## Magyarul
- Studio 69; ford. Torma Péter; Animus, Budapest, 2008 (Skandináv krimik)
- Liza Marklund–James Pattersonː Üdvözlet a gyilkostól; ford. Torma Péter; Animus, Budapest, 2011 (Skandináv krimik)
- Fagypont; ford. Harrach Ágnes; Animus, Budapest, 2022 (Skandináv krimik)
- Lápvidék; ford. Végh Viktória; Animus, Budapest, 2024 (Skandináv krimik)

## Filmek
- 2001 – Deadline
- 2003 – Paradise
- 2012 – Nobel's Last Will (Nobel végakarata)
- 2012 – Prime Time (A bűn nyomában: Főműsoridő)
- 2012 – Studio Sex (A bűn nyomában)
- 2012 – The Red Wolf (A bűn nyomában: A vörös farkas)
- 2012 – Lifetime (A bűn nyomában: A bűnügyi riporter)
- 2012 – A Place in the Sun (A bűn nyomában: A fényűző élet sötét oldala)

## Díjak, kitüntetések
- 1998 – Debutant-diplomet (Debütáns-diploma)
- 1998 – Polonipriset (Poloni díj)
- 1999 – SKTF:s pris-årets författare (Az év írója)
- 2002 – Sankt Eriksmedaljen (Szent Erik érem)
- 2004 – Piteå Kommuns kulturpris (Piteå község kultúrdíja)
- 2007 – Svenska Litteraturpriset (Svéd Irodalmi-díj)
- 2010 – Pocketpriset – Platinapocket (Ponyva-díj)
- 2012 – The Reading Relay Gold Medal (Olvasó staféta)
- 2012 – Euro Crime – Read of the Year (Az év olvasmánya)
- 2013 – Euro Crime – The Petrona Award
- 2015 – Svenska Deckarakademin – különdíj (Svéd Detektív Akadémia)
- 2016 – Radio Bremen's Crime Award
- 2018 – Crimetime Specsavers Award – különdíj

## Fordítás
- Ez a szócikk részben vagy egészben  a   Liza Marklund című svéd Wikipédia-szócikk fordításán alapul.  Az eredeti cikk szerkesztőit annak laptörténete sorolja fel. Ez a jelzés csupán a megfogalmazás eredetét és a szerzői jogokat jelzi, nem szolgál a cikkben szereplő információk forrásmegjelöléseként.
- Ez a szócikk részben vagy egészben  a   Liza Marklund című angol Wikipédia-szócikk fordításán alapul.  Az eredeti cikk szerkesztőit annak laptörténete sorolja fel. Ez a jelzés csupán a megfogalmazás eredetét és a szerzői jogokat jelzi, nem szolgál a cikkben szereplő információk forrásmegjelöléseként.